# Sabina Magliocco
Pour les articles homonymes, voir Magliocco.
 (octobre 2023).
La mise en forme du texte ne suit pas les recommandations de Wikipédia : il faut le « wikifier ».
Les points d'amélioration suivants sont les cas les plus fréquents. Le détail des points à revoir est peut-être précisé sur la page de discussion.
- Les titres sont pré-formatés par le logiciel. Ils ne sont ni en capitales, ni en gras.
- Le texte ne doit pas être écrit en capitales (les noms de famille non plus), ni en gras, ni en italique, ni en « petit »…
- Le gras n'est utilisé que pour surligner le titre de l'article dans l'introduction, une seule fois.
- L'italique est rarement utilisé : mots en langue étrangère, titres d'œuvres, noms de bateaux, etc.
- Les citations ne sont pas en italique mais en corps de texte normal. Elles sont entourées par des guillemets français : « et ».
- Les listes à puces sont à éviter, des paragraphes rédigés étant largement préférés. Les tableaux sont à réserver à la présentation de données structurées (résultats, etc.).
- Les appels de note de bas de page (petits chiffres en exposant, introduits par l'outil «  Source ») sont à placer entre la fin de phrase et le point final[comme ça].
- Les liens internes (vers d'autres articles de Wikipédia) sont à choisir avec parcimonie. Créez des liens vers des articles approfondissant le sujet. Les termes génériques sans rapport avec le sujet sont à éviter, ainsi que les répétitions de liens vers un même terme.
- Les liens externes sont à placer uniquement dans une section « Liens externes », à la fin de l'article. Ces liens sont à choisir avec parcimonie suivant les règles définies. Si un lien sert de source à l'article, son insertion dans le texte est à faire par les notes de bas de page.
- La présentation des références doit suivre les conventions bibliographiques. Il est recommandé d'utiliser les modèles {{Ouvrage}}, {{Chapitre}}, {{Article}}, {{Lien web}} et/ou {{Bibliographie}}. Le mode d'édition visuel peut mettre en forme automatiquement les références.
- Insérer une infobox (cadre d'informations à droite) n'est pas obligatoire pour parachever la mise en page.

Pour une aide détaillée, merci de consulter Aide:Wikification.
Si vous pensez que ces points ont été résolus, vous pouvez retirer ce bandeau et améliorer la mise en forme d'un autre article.
Sabina Magliocco (née le 30 décembre 1959) est professeur d'anthropologie et de religion à l'Université de la Colombie-Britannique et anciennement à l'Université d'État de Californie à Northridge (CSUN). Elle est l'autrice de livres de non-fiction et d'articles de revues sur le folklore, la religion, les fêtes religieuses, les habitudes alimentaires, la sorcellerie et le néo-paganisme en Europe et aux États-Unis.
Ayant décroché des bourses auprès de la Fondation John Simon Guggenheim, de la Fondation américaine pour les sciences humaines, du Programme Fulbright et de la Fondation Williamet Flora Hewlett, Sabina Magliocco est membre honoraire de l' American Folklore Society. De 2004 à 2009, elle est rédactrice en chef de Western Folklore, revue trimestrielle de la Western States Folklore Society. À l'Université d'État de Californie à Northridge, elle est conseillère pédagogique pour CSUN Cat People, une organisation dédiée au contrôle humain de la population et à l'entretien des chats harets sur le campus de l'université.

## Jeunesse et études
Sabina Magliocco naît le 30 décembre 1959 à Topeka (Kansas), d'une famille d'immigrés italiens. Parti d'Italie, son père arrive en 1953 grâce à une bourse Fulbright pour se spécialiser en psychiatrie et en neurologie. Après son mariage, il est rejoint par la mère de Sabina Magliocco en 1958. De 1960 à 1976, la famille passe ses étés en Italie, dans les alentours de Rome, plus précisément à San Felice Circeo, dans le Latium e à Castiglione della Pescaia, en Toscane. La famille quitte Topeka pour Cincinnati (Ohio) en 1966, où Sabina Magliocco obtient son diplôme de fin de secondaire au lycée de Walnut Hills de Cincinnati  en 1977.
Sabina Magliocco obtient une licence d'anthropologie avec mention (magna cum laude) auprès de l'Université Brown de Providence (Rhode Island), en 1980. Au Folklore Institute de l'Université d'Indiana, à Bloomington (Indiana), elle décroche sa maîtrise (en 1983) et son doctorat (en 1988) en folklore, avec une option en anthropologie.

## Carrière
Après des recherches postdoctorales en Italie grâce à une bourse Fulbright en 1989, Sabina Magliocco commence sa carrière de professeur en dispensant des cours de folklore et d'anthropologie. De 1990 à 1994, elle enseigne à l'Université du Wisconsin-Madison. Ses autres postes d'enseignante incluent l'UCLA (1994), l'UC Santa Barbara (1995), l'UC Berkeley (1995-1997) et son poste actuel à la California State University, à Northridge, où elle donne cours de 1997 à 2017. Elle devient directrice du département d'anthropologie de Northridge en 2007. En 2017, elle rejoint le département d'anthropologie de l'Université de la Colombie-Britannique à Vancouver, au Canada, où elle est professeur d' anthropologie socioculturelle . Son enseignement et ses recherches portent sur les rituels, les fêtes et la religion ; folklore et culture expressive (récit et croyance, guérison vernaculaire, culture matérielle) ; magie et sorcellerie ; les religions païennes modernes ; narratif ; les questions d'identité ethnique/régionale/nationale ; genre ; études culturelles et théorie critique ; études animales ; et méthodologie et rédaction ethnographiques.

## Travaux et domaines de recherche
Sabina Magliocco effectue des travaux in situ dans le nord-ouest de la Sardaigne (Italie) dans les années 1980, afin d'étudier l'effet de la transformation socio-économique sur les fêtes traditionnelles d'une communauté pastorale des hautes terres. Les Deux Madones et Le due Marie di Bessude sont le résultat de ces recherches. Les études de Sabina Magliocco sur les néo-païens contemporains de la région de la baie de San Francisco fournissent le matériel pour la culture sorcière et Art sacré et autels néo-païens. En Cornouailles, en Angleterre, son travail sur le terrain lors de la célébration du 1er mai à Padstow lui sert à produire Oss Tales. Sabina Magliocco travaille actuellement sur un projet basé sur les pratiques de guérisons traditionnelles en Italie.
Elle écrit plusieurs articles de revues qui ont eu un impact significatif sur la recherche moderne sur la sorcellerie et la renaissance américaine de la stregheria italo-américaine. Sabina Magliocco est une initiée de la wicca gardnerienne.
De 2012 à 2014, Sabine Magliocco fait des apparitions dans 17 épisodes de la série Alien Theory (Ancient Aliens), de la câine télévisée américaine History, afin de livrer des commentaires tournant autour de concepts folkloriques liés au thème de chaque épisode,. Elle apparaît également  en tant que commentatrice dans trois épisodes de la série télévisée Scary Tales en 2011.

## Œuvres

### Filmographie
- Oss Tales & Oss Oss Wee Oss Redux : Beltane à Berkeley (avec John Melville Bishop ; Media-Generation, 2007)

### Articles notables
- Aradia in Sardinia: the Archeology of a Folk Character(« Aradia en Sardaigne : l'archéologie d'un personnage populaire »), D. Green et D. Evans, (éd.) , in Ten Years of Triumph of the Moon: Essays in Honor of Ronald Hutton, 40-60. Bristol, Royaume-Uni : Hidden Publishing, 2009.
- Italian American Stregheria and Wicca: Ethnic Ambivalence in American Neopaganism (« Stregheria et Wicca italo-américaines : ambivalence ethnique dans le néopaganisme américain »), dans Modern Paganism in World Cultures: Comparative Perspectives, éd. de Michael Strmiska (Santa Barbara, Californie : ABC-CLIO, 2006), 55-86.